# رصاصية (نبات)
الرصاصية أو حشيشة الأسنان جنس نباتي ينتمي إلى الفصيلة الرصاصية. يضم عدة أنواع.

## من أنواعها
- الرصاصية الأذنية (باللاتينية: Plumbago auriculata)
- الرصاصية الأوروبية (باللاتينية: Plumbago europaea)
- الرصاصية الزرقاء (باللاتينية: Plumbago caerulea)
- الرصاصية السيلانية (باللاتينية: Plumbago zeylanica)
- الرصاصية عديمة الأوراق (باللاتينية: Plumbago_aphylla)
- الرصاصية الهندية (باللاتينية: Plumbago indica)